# Francis Healy
Francis „Fran” Healy (ur. 23 lipca 1973 w Stafford) – szkocki wokalista, kompozytor i gitarzysta. Healy od 1990 roku występuje w grupie muzycznej Travis. Frontman Travis wydał swój debiutancki solowy album zatytułowany Wreckorder w październiku 2010 roku.

## Dyskografia
- Travis – Good Feeling (1997, Independiente)
- Travis – The Man Who (1999, Independiente, Epic)
- Travis – The Invisible Band (2001, Independiente, Epic)
- Travis – 12 Memories (2003, Epic Records)
- Travis – The Boy with No Name (2007, Independiente, Epic)
- Travis – Ode to J. Smith (2008, Red Telephone Box, Fontana)
- Francis Healy – Wreckorder (2010, Wreckord Label/Rykodisc)[3]
- Travis – Where You Stand (2013, Red Telephone Box)